# Titanio normalis
Titanio normalis là một loài bướm đêm trong họ Crambidae.